# Lascotrichus eichelbaumi
Lascotrichus eichelbaumi is een keversoort uit de familie somberkevers (Zopheridae). De wetenschappelijke naam van de soort werd in 1908 gepubliceerd door Antoine Henri Grouvelle.